# 영토권
영토권(領土權)은 국가가 영토에 대해 가지는 권리를 뜻한다. 일국이 그 영토에 대해서 갖는 일체의 권능이다. 영역권·영토주권이라고도 한다. 국제법상 국가의 영역은 원칙적으로 '국가가 배타적으로 지배하는 공간'인데, 그 공간은 영토·영해·영공으로 나뉜다.

## 판례
- 모든 국가권능의 정당성의 근원인 국민의 기본권 침해에 대한 권리구제를 위하여 그 전제조건으로서 영토에 관한 권리를, 이를테면 영토권이라 구성하여, 이를 헌법소원의 대상인 기본권의 하나로 간주하는 것은 가능하다.[1]